# Takuya Kokeguchi
Takuya Kokeguchi (苔口 卓也 Kokeguchi Takuya?, nacido el 13 de julio de 1985 en Okayama) es un futbolista japonés que se desempeña como delantero.<re>J. League (en japonés)</ref>

## Trayectoria

### Clubes
| Club             | País  | Año         |
| ---------------- | ----- | ----------- |
| Cerezo Osaka     | Japón | 2004 - 2009 |
| JEF United Chiba | Japón | 2008        |
| Kataller Toyama  | Japón | 2010 -      |

## Estadística de carrera

### J. League
| Club             | Año   | J. League | J. League | Copa J. League | Copa J. League | Total | Total |
| Club             | Año   | Part.     | Goles     | Part.          | Goles          | Part. | Goles |
| ---------------- | ----- | --------- | --------- | -------------- | -------------- | ----- | ----- |
| Cerezo Osaka     | 2004  | 21        | 2         | 2              | 0              | 23    | 2     |
| Cerezo Osaka     | 2005  | 16        | 1         | 2              | 0              | 18    | 1     |
| Cerezo Osaka     | 2006  | 16        | 0         | 2              | 0              | 18    | 0     |
| Cerezo Osaka     | 2007  | 27        | 1         | -              | -              | 27    | 1     |
| JEF United Chiba | 2008  | 9         | 0         | 3              | 0              | 12    | 0     |
| Cerezo Osaka     | 2009  | 6         | 1         | -              | -              | 6     | 1     |
| Kataller Toyama  | 2010  | 30        | 5         | -              | -              | 30    | 5     |
| Kataller Toyama  | 2011  | 31        | 8         | -              | -              | 31    | 8     |
| Kataller Toyama  | 2012  | 25        | 4         | -              | -              | 25    | 4     |
| Kataller Toyama  | 2013  | 34        | 11        | -              | -              | 34    | 11    |
| Kataller Toyama  | 2014  | 38        | 8         | -              | -              | 38    | 8     |
| Kataller Toyama  | 2015  | 32        | 7         | -              | -              | 32    | 7     |
| Kataller Toyama  | 2016  | 30        | 5         | -              | -              | 30    | 5     |
| Kataller Toyama  | 2017  | 28        | 9         | -              | -              | 28    | 9     |
| Total            | Total | 343       | 61        | 9              | 0              | 352   | 61    |